# 8760 Крекс
8760 Крекс (8760 Crex) — астероїд головного поясу, відкритий 25 березня 1971 року.
Тіссеранів параметр щодо Юпітера — 3,223.